# Неот-Ховав
Неот-Ховав (ивр. נאות חובב‎, оазис Ховав) — местный промышленный совет в Южном округе Израиля. Представляет собой промышленную зону, одну из важнейших в Израиле. На его территории действуют 14 заводов и 3 очистительных сооружения. До 2013 года назывался Рамат-Ховав.

## Административное устройство
Неот-Ховав не является обычным местным советом, так как не имеет населения. Следовательно, глава совета не избирается, а назначается министром внутренних дел. Сам совет состоит из 8 членов: 2 представителей правительства с правом голосования (по одному от министерств промышленности и здравоохранения), 3 представителей местного самоуправления с правом голосования (по одному от Беер-Шевы, регионального совета Рамат-Негев и регионального совета Эшколь) и 3 представителей заводов с правом голосования (по одному от «Бром», «Махтешим» и «Тева»); к тому же, на заседаниях присутствуют в качестве наблюдателей представители министерства по охране окружающей среды и общественных организаций, занимающихся охраной природы. Преобладание представителей государства должно гарантировать соблюдение общественных интересов. Заседания совета открыты для посещения.

## Список предприятий
- Авив — переработка пластмассы
- Адама — химическая промышленность[4]

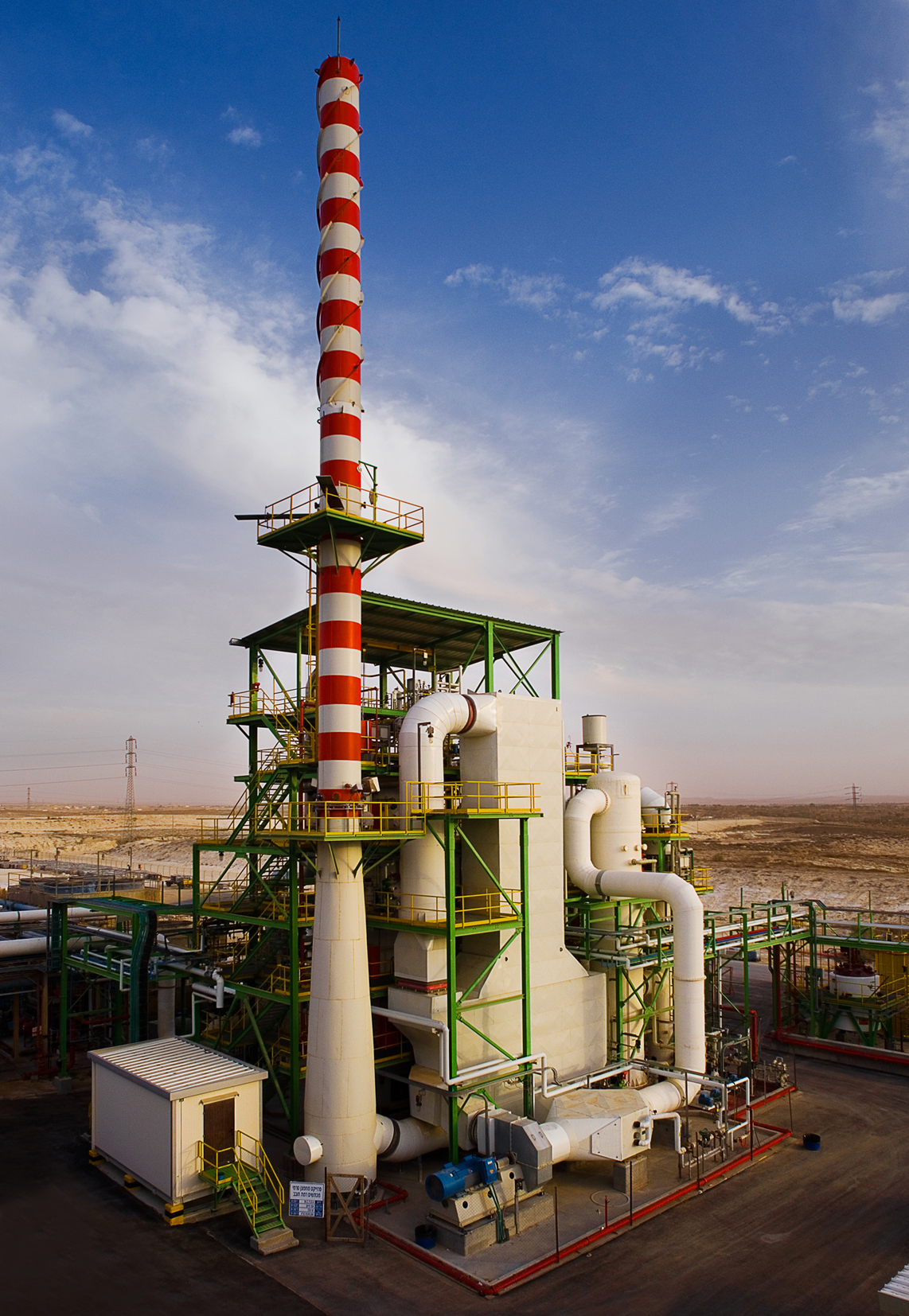

- «Бром», Тирковот Бром — производство соединений брома для промышленности и сельского хозяйства, сырьё добывается из Мёртвого моря
- Газ Галь Даром — снабжение газом жителей юга страны
- Газовые Технологии OB — только склады
- ESC — государственная фирма услуг по окружающей среде — занимается переработкой, нейтрализацией и захоронением ядовитых отходов; развивает технологии охраны окружающей среды. Отходы, не поддающиеся переработке в Израиле, вывозятся на заграничные предприятия
- Коль Бо Газ
- Koffolk Fine Chemicals — производит промежуточные продукты для химического производства — в основном, фармацевтического и косметического
- Метал-Тек — переработка металлов — вольфрама, лития
- Люксембург
- Махтешим-Аган — производство пестицидов, инсектицидов, дезинфектантов, диоксида углерода, перекиси водорода
- Максима — добыча кислорода, азота и других газов из воздуха
- Тева-тек — дочерняя фирма фармацевтической компании «Тева». Производит лекарства и сырьё для них
- Химагис — производство материалов для фармацевтической и косметической промышленности
- Экосоль-Исраэль — сжигание органических отходов

## Загрязнение окружающей среды
Предприятие «Бром» производит высокотоксичные вещества, среди которых — бромистый метил, запрещённый к производству во всём мире, кроме Израиля и Китая, поэтому «Бром» производит треть мирового объёма (7 000 тонн). Выбросы заводов ухудшают экологическую ситуацию и вызывают недовольство жителей.
В последние годы, в связи с ужесточением государственного контроля, ситуация с загрязнением стала улучшаться. У въезда в промзону виден плакат с надписью «Рамат-Ховав — экономический якорь и экологическая модель».